# Wielonek (Cierplewo)
Wielonek – część wsi Cierplewo w Polsce, położona w województwie kujawsko-pomorskim, w powiecie tucholskim, w gminie Lubiewo. Wchodzi w skład sołectwa Cierplewo.
W latach 1975–1998 Wielonek administracyjnie należał do województwa bydgoskiego.
Obecnie w Wielonku znajdują się dwa ośrodki wczasowe: OW Formet i OW Orlen.